# Список послов в Казахстане
Список послов в Казахстане с момента получения независимости. Указаны послы, послы по совместительству, ВПД (временно поверенный в делах).

## Европа

### Европейский Союз
С 1994 года:
1. Роберт Кремер (Люксембург)	1994-1997 гг.
2. Майкл Хамприс (Ирландия)	1997-2001 гг.
3. Алан Ваддамс (Великобритания)	2001-2008 гг.
4. Адриан Ван Дер Миир (Нидерланды)	2005-2008 гг.
5. Норбер Жустен (Бельгия)	2008-2011 гг.
6. Аурелия Бушез (Франция)	2011-2015 гг.
7. Траян Христеа (Румыния)	2015-2018 гг.
8. Свен-Олов Карлссон (Швеция)	2018-2021 гг.
9. Кестутис Янкаускас (Литва)	2021 г.-н.в.

### Австрия
Посольство с 2007 года.
1. Урсула Фарингер (лат. Ursula Fahringer) 2008—2012
2. Вольфганг Баняй (лат. Wolfgang Banyai) 2012—2016
3. Герхард Сайллер (лат. Gerhard Sailler) 2016—2020
4. Вилли Кемпель (лат. Willy Kempel) 2020—н. в.

### Белоруссия
1. Пакуш, Лариса Владимировна (10 сентября 1997 г., № 461 — 4 августа 2006 г., № 489)
2. Гапеев, Василий Иванович (4 августа 2006 г., № 493 — 22 января 2010 г., № 28)
3. Брылев, Валерий Анатольевич (22 января 2010 г., № 29 — 28 февраля 2013 г., № 92)
4. Ничкасов, Анатолий Иванович (с 10 сентября 2013 г., № 410)
5. Утюпин, Павел Владимирович (с июля 2020 г.,)

### Бельгия
Посольство открылось январе 2006.
1. Кристиан Мершман (лат. Christian Meerschman) 2006—2009
2. Даниель Бертран (лат. Daniel Bertrand) 2009—2013
3. Мишель Петерманс (лат. Michel Peetermans) 2013—2017
4. Алекси де Кромбрюгхе де Пикендаель (лат. Alexis de Crombrugghe) 2017—?

### Болгария
Посольство открылось январе 1994 года.
1. Йордан Тренчев 1994—1997
2. Петр Иванов (болг. Petar Ivanov) 1997—1999
3. Димитр Деков (болг. Dimitr Dekov) 1999—2004
4. Христина Петрова 2004—2005
5. Иван Паров (болг. Ivan Parov) 2005—2006
6. Никола Филчев (болг. Nikola Filchev) 2006—2009
7. Стоян Ризов (болг. Stoyan Rizov)  12 апреля 2009—2012
8. Иван Димитров (болг. Ivan Dimitrov) 2013—2014
9. Иван Генов (болг. Ivan Genov) 2014—2015
10. Васил Павлов Петков болг. Vasil Petkov) 2015—2019
11. Боян Хаджиев (болг. Boyan Hadjiev) 2020—н. в.

### Великобритания
Посольство открылось в октябре 1992 года.
1. 1993—1995: Ноэль Джонс
2. 1995—1999: Дуглас МакАдам
3. 1999—2002: Ричард Левингтон
4. 2002—2005: Джеймс Лайалл Шарп
5. 2005—2009: Пол Браммелл
6. 2009—2012: Дэвид Моран[1]
7. 2013—2018: Кэролин Браун[2]
8. 2018—? Гиффорд, Майкл Джон[3]

### Венгрия
Посольство открылось в марте 1993 года.
1. Йожеф Торма 1994—1997 (венг. Torma József),
2. Шандор Шимич 1997—2001 (венг. Simics Sándor),
3. Миклош Яцкович 2001—2006 (венг. Jaczkovics Miklós),
4. Янош Немет 2006—2008 (венг. Németh János),
5. Янош Балла 2008—2010 (венг. Balla János),
6. Имре Ласлоцки 2010—2015 (венг. Laszlóczki Imre),
7. Андраш Бараньи 2015—2019 (венг. Baranyi András),
8. Антал Хейзер 2019—2020 (венг. Heizer Antal)
9. Михай Матяш Галошфаи 2020—н. в. (венг. Mihai Matyash Galoshfai)

### Германия
1. Эйке-Эдзард Бракло (1992—1995)
2. Хеннинг фон Вистингхаузен (1995—1998)
3. Майкл Либаль (1998—2001)
4. Андреас Рюдигер Кёртинг (2002—2004)
5. Гебхардт Вайс (2004—2007)
6. Райнер Ойген Шлагетер (2007—2011)
7. Гвидо Герц (20011—2016)
8. Рольф Мафаэль (2016—2018)
9. Тило Йоханнес Клиннер (2018—2021)
10. Моника Иверсен (2021 — н. в.)

### Греция
Посольство открылось в феврале 1997 года. До 2008 года в Алматы, после в Астане.
1. Контантин Тритарис (29 сентября 1997 — 17 мая 2000)
2. Николаос Хатупис	(7 июня 2000 — 22 января 2005)
3. Христос Контовунисиос (19 февраля 2005 — 9 декабря 2008)
4. Эвангелос Денаксас (11 декабря 2008 — 31 марта 2011)
5. Эфтимиос Пандзопулос (28 декабря 2011 — 10 июля 2016)
6. Александрос Катранис (13 июля 2016 — 31 августа 2019)
7. Адам-Георгиос Адамидис (22 сентября 2019—2021)
8. Эфталия Какиопулу (c 21 ноября 2021)

### Испания
1. Хосе Антонио де Итурриага Барберан (1997—1999)
2. Франциско Паскуаль де ла Парте (1999—2005)
3. Сантьяго Чаморро-и-Гонсалес-Таблас[исп.] (2005—2008)
4. Альберто Антон Кортес (2008—2012)
5. Мануэль Ларротча Парада[исп.] (2012—2015)
6. Педро Хосе Санс Серрано (2015—2018)
7. Дэвид Артуро Каридо Томас (2018—2021)
8. Хорхе Урбиола Лопес де Монтенегро (2021—н. в.)

### Италия
Посольство с 1992 года.
1. Диего Лоренцо Лонго 2002—2006
2. Бруно Антонио Паскуино 2006—2011
3. Альберто Пиери 2011—2014
4. Стефано Раваньян 2014—2018
5. Паскуале Д’Авино (итал. Pasquale D’Avino) c 5 апреля 2018—2021
6. Марко Альберти 2021—н. в.

### Латвия
Посольство с 2004 года.
1. Ретс Плесумс (латыш. Rets Plēsums) 2005—2009
2. Албертс Сарканис[пол.] (латыш. Alberts Sarkanis) 2009—2010
3. Юрис Маклаковс (латыш. Juris Maklakovs) 2011—2015
4. Юрийс Погребнякс (латыш. Jurijs Pogrebņaks) 2015—2020
5. Ирина Мангуле (латыш. Irina Mangale) 2020—н. в.

### Литва
1. Витаутас Эйнорис 1993—1994
2. Юозас Ашембергас  1995—1997
3. Виргилиус Владисловас Буловас 1997—2001
4. Ромуальдас Високавичюс 2003—2007
5. Ромуальдас Козыровичус 2007—2010
6. Рокас Бернотас ноябрь 2010—май 2014
7. Витаутас Наудужас 21 мая 2014 — ?
8. Гинтаутас Васюлис 2018 — ?
9. Эгидиюс Навикас 2023 — н. в.

### Мальтийский Орден
Посольство с 2000 года.
1. Петер Канизиус фон Канизиус 2001—н. в.

### Молдова
1. Лилиан Дарий 14 ноября 2022—н. в.[4]

### Нидерланды
Посольство с 2002 года.
1. Годерт Виллем де Вос ван Стенвейк (?)
2. Петер Ван Леувен 2002—2006
3. Франс Якоб Погайт 2009—2011
4. Петер Ван Леувен 2011—2013
5. Хенри Дриссер 2013—2016
6. Дирк Ян Коп 2016—2019
7. Андре Карстенс (нидерл. Andre Carstens) 2019—н. в.

### Норвегия
Посольство с 2008 года.
1. Ойвид Нордслеттен 2001—2003
2. Даг Малмер Халворсен 2009—2012[5]
3. Оле Йохан Берной 2012—2021 (с 2015 года являлся послом по совместительству в РК с резиденцией г. Осло)

### Польша
Посольство с 1994 года.
1. Селим Хазбиевич (пол. Selim Chazbijewicz) (2017—н. в.);
2. Мачей Ланг (пол. Maciej Lang) (2015—2016);
3. Яцек Ключковский (пол. Jacek Kluczkowski) (2011—2015);
4. Павел Чепляк (пол. Paweł Cieplak) (2007—2010);
5. Владислав Соколовский (посол в Казахстане) (пол. Władysław Sokołowski) (2004—2007);
6. Здислав Новицкий (пол. Zdzisław Nowicki) (2000—2004);
7. Марек Гавенцкий (пол. Marek Gawęcki) (1994—2000).

### Португалия
До 2015 года посольство в Москве, с 2015 — в Астане.
1. Жоао Пачеко Луиш Гомеш (посол) c 1996
2. Хорхе Райдер Торрес Перейра, (ВПД) с 2001
3. Жуан Диогу Нунес Барата, (посол) с 2002
4. Мануэль Марсело Монтейро Курто, (посол) с 2004
5. Педро Нуну де Абреу и Мело Бартоло, (посол) с 2009
6. Аделино Виейра да Кунья да Силва, (ВПД) с 8 июля 2015
7. Паулу Жоау Лопес ду Рего Визеу Пиньейру, (посол) с 2017

### Румыния
Создание посольства (1992). Посольство с ноября 1993 года.
1. Василе Соаре (2002—2008) [7]
2. Эмиль Рапча (2008—2012)[8]
3. Николае Урек (2012—2016)[9][10][11]
4. Уреке Николае (2012—2015)
5. Чезар-Маноле Армян (апрель 2017—?)[12]
6. Армену Чезар Моноле (2017-2021)
7. Мадалина Лупу (2021—н. в.)

### Северная Македония
Посольство с декабря 2014 года.
1. Илья Псалтиров (2014—17 октября 2018)
2. Виктория Чавкоска (ВПД)
3. Муарем Меджити (ВПД)
4. Сали Лимани (с 1 декабря 2020—?)

### Сербия
Посольство с 23 июня 2011 года.
1. Бранислав Радойчич, ВПД (2011—2012)
2. Владимир Миркович, посол, (2012—2017)
3. Владан Матич, посол, (2017—?)

### Словакия
Посольство до 2004 года в Москве.
1. Роман Палдан (словац. Roman Paldan), (1993—1999), по совместительству
2. Игорь Фурдик (словац. Igor Furdík), (1999—2004), по совместительству
3. Душан Подгорски (словац. Dušan Podhorský), (2005—2011)
4. Любомир Регак (словац. Ľubomír Tehák), (2011—2012)
5. Петер Юза (словац. Peter Juza), (2013—2018)
6. Милан Коллар (словац. Milan Kollár), (с 1 июня 2018—?)

### Финляндия
Посольство с 3 марта 2010.
1. Антти Койстинен (1993—1996)
2. Тайсто Толванен (1996—2000)
3. Тапио Саарела (2000—2004)
4. Марья-Лииса Кильюнен[фин.] (2004—2008)
5. Тимо Лахелма (2008—2010)
6. Микко Киннунен (2010—2013)
7. Илкка Райсянен (2013—2017)
8. Микко Кивикоски (2017—2020)
9. Сойли Мякеляйнен-Буханист (2020—н. в.)

### Франция
1. 1992—1994 Бертран Фессар де Фуко
2. 1994—1999 Ален Ричард
3. 1999—2003 Серж Смессов
4. 2003—2006 Жерар Перроле
5. 2006—2009 Ален Куанон
6. 2009—2013 Жан-Шарль Бертонне
7. 2013—2017 Фрэнсис Этьен
8. 2017—2020 Филипп Мартине
9. 2020—н. в. Дидье Канесс

### Хорватия
1. Рефик Шабанович с 2019 (первый посол)

### Чехия
Посольство с декабря 1994.
1. (ВПД) Александр Лангер (чеш. Alexandr Langer) 1995—1999 [13]
2. (ВПД) Мирослав Андр (чеш. Miroslav Andr) 1999—2002 [13]
3. Милан Седлачек (чеш. Milan Sedláček) 2003—2007 [13]
4. Бедржих Копецки (чеш. Bedřich Kopecký) 2008—конец 2013 или начало 2014[13][14]
5. Элишка Жигова (чеш. Eliška Žigová) 2014—2018 [15][16]
6. Рудольф Гикл (чеш. Rudolf Hykl) 2019—?[17]

### Швеция
Посольство с 2010 года.
1. Манне Вангборг (швед. Manne Wängborg) 2010—2014
2. Христиан Камилл (швед. Christian Kamill) 2014—2017;
3. Матс Фойер (швед. Mats Foyer) 2017—2022;
4. Ева Пулано (швед. Ewa Polano) 2022—н. в.

### Швейцария
Посольство с 2008 года.
1. Хельмут Хофер Эрвин (2004—2008)
2. Стефан Немен (2009—2013)
3. Мауро Романо Рейна (2013—2017)
4. Урс Шмид (2016—2020)

### Эстония
Посольство с 2011 года.
1. Яан Хейн (эст. Jaan Hein) 2011—2014
2. Яан Рейнхольд  (эст. Jaan Reinhold) 2014—2017
3. Хейти Мяемеэс (эст. Heiti Mäemees) 18 октября 2017—н. в.

## Азия

### Азербайджан
Посольство с 2004 года.
1. Латиф Гандилов (29 января 2004 — 24 июня 2010)
2. Закир Гашимов (24 июня 2010 — 25 ноября 2015)
3. Рашад Мамедов (23 декабря 2015 — 16 июля 2021)
4. Агалар Атамогланов (с 16 июля 2021)

### Армения
1. Меликян, Арман Варданович (1993—1999)
2. Хуршудян, Эдуард Шагенович (1999—2004)
3. Хачатрян, Левон (2005—2008)
4. Казарян, Василий Хачатурович (2008—2013)
5. Саакян, Ара Акопович (2013—2018)
6. Галачян, Гагик Кимович (2018—2020)
7. Гевондян, Армен Вачикович (2022-н.в.)

### Афганистан
Посольство с 1993 года.
1. Саид Захир Шах Акбари, 2002—2006
2. Азиз Арианфар, 2006—2009
3. Абдул Х. Хайдер, 2009—2011
4. Сохраб Али Сафари, 2010—2013
5. Мохаммад Фарук Бараки, 2014—2017
6. Шах Кадам Шахим, 2017—2018
7. Мохд Фархад Азими, 24 октября 2018—2021

### Вьетнам
Посольство с 2008 года.
1. Ву Тхе Хиеп Vu The Hiep / Vũ Thế Hiệp (2008—2012)
2. Нгуен Ван Хоа Nguyen Van Hoa / Nguyễn Văn Hoá (2012—2015)
3. Доан Тхи Суан Хиен  Doan Thi Xuan Hien / Đoàn Thị Xuân Hiền (2015—2018)
4. Нгуен Тхи Хонг Оань Nguyen Thị Hong Oanh / Nguyễn Thị (декабрь 2018—н. в.)

### Грузия
1. Теймураз Гоголадзе (7 августа 1993—16 июня 2003)
2. Нугзар Духидзе (1 июля 2003—20 июля 2004)
3. Зураб Шургая (15 октября 2004—1 февраля 2009)
4. Зураб Козмава (временный попечитель по делам Грузии) (1 февраля 2009—1 октября 2009)
5. Паата Каландадзе (1 октября 2009—1 апреля 2012)
6. Малхаз Малашхия (временный представитель по делам Грузии) (1 апреля 2012—2013)
7. Патарадзе, Зураб (2013—2016)
8. Зураб Абашидзе (1 февраля 2017—?)

### Израиль
1. Бен-Цион Кармель (1993—1996)
2. Исраэль Мей-Ами (1996—2002, 2008—2012)
3. Моше Кимхи (2002 — 2004)
4. Михаэль Лотем (2004—2006)
5. Ран Ишай (2006—2008)
6. Элияху Тасман (2012—2015)
7. Михаил Бродский (6 сентября 2015—2018)
8. Лиат Вексельман (2018—2022)
9. Эдвин Натан Ябо Глусман (2022—н. в.)

### Индия
1. Камалеш Шарма (1992—1995)
2. Раджив Сикри (1995—1999)
3. Сайед Раза Хашим (1999—2002)
4. Видья Сагар Верма (2002—2004)
5. Асоке Кумар Мукерджи (2004—2007)
6. Ашок Саджанхар (2007—2010)
7. Ашок Кумар Шарма (2011—2014)
8. Харш Кумар Джайн (2014—2017)
9. Прабхат Кумар (2017—2021)
10. Шубдаршини Трипати (2021—2023)
11. Нарендра Прасад (2023 — н.в.)

### Индонезия
Посольство с 29 декабря 2010 года.
1. Фостер Гултом (индон. Foster Gultom) (3 сентября 2012 — март 2017)
2. Рахмат Прамоно (индон. Rahmat Pramono) (13 марта 2017 —н. в.)

### Иордания
Посольство с апреля 2007 года.
1. Слайман Арабиат (лат. Slaiman Arabiat) 2007–2010 (ВПД, c 2010 по 2014 посол)
2. Ахмад Инаб (лат. Ahmad Inab) 2015–2018
3. Иса Хижазин (лат. Isa Khizhazin) 2018–2019  (Временный Поверенный в делах)
4. Юсеф Абдельгани (лат. Yousef Abdelghani) 2019—2022
5. Хамза Махмуд Аль-Омари (лат. Hamzeh Mahmoud Al-Omari) 2023—н. в.

### Иран
1. Расул Эслами; 28 июля 1992 — 3 сентября 1996
2. Хасан Кашкави; 26 сентября 1996 — 28 мая 2000
3. Мортеза Сафари Натанзи; 22 ноября 2000 — 18 октября 2004
4. Рамин Мехманпараст; 15 марта 2005 — 13 августа 2009
5. Горбан Сейфи; 30 марта 2010 — 12 апреля 2014
6. Мойтаба Дамирчилу; 6 мая 2014 — 22 августа 2018
7. Маджид Самадзаде Сабер; c 17 ноября 2018–?

### Катар
Посольство с марта 2008 года.
1. Нассер Рашид АЛЬ-НУАЙМИ (лат. Nasser Rashid Al-Nuaimi; араб. سعادة السفير/ناصر بن راشد النعيمي‎) 2008—2013
2. Абдулла Ахмед АЛЬ-МУТАВАА (лат. Abdulla Ahmed Y.A Al-Mutawaa; араб. سعادة السفير/عبدالله بن احمد المطوع‎) 2013—2016
3. Ахмедали АЛЬ-ТАМИМИ (лат. Ahmed Ali A.J Al-Tamimi; араб. يسعادة السفير/عبدالعزيز بن سلطان الرميح‎) 2016—2019
4. Абдулазиз Бен Султан Джасем Маджид АЛЬ-РУМЕЙХИ Abdulaziz (лат. Sultan J.M Al-Rumaihi) октябрь 2019—н. в.

### Корея
Посольство с 1993 года.
1. Ким Чанг Гын (кор. 김창근), с ноября 1993
2. Ли Ён Мин (кор. 이영민), с октября 1996
3. Чхве Сынг Хо (кор. 최승호), с ноября 1999
4. Тэ Сок Вон (кор. 태석원), с августа 2002
5. Ким Иль Су (кор. 김일수), с сентября 2005
6. Ли Бёнг Хва (кор. 이병화), с марта 2009
7. Пэк Чжу Хён (кор. 백주현), с апреля 2012
8. Чо Ёнг Чхон (кор. 조용천), с октября 2015
9. Ким Дэ Сик (кор. 김대식), с апреля 2017
10. Гу Хунг Сок (кор. 구홍석), с июля 2020[18]

### Китай
1. Чжан Дэгуан (апрель 1992 — август 1993)
2. Чэнь Ди (сентябрь 1993 — июль 1997)
3. Ли Хуэй (август 1997 — март 2000)
4. Яо Пэйшэн (март 2003 — сентябрь 2003)
5. Чжоу Сяопэй (сентябрь 2003 — октябрь 2005)
6. Чжан Сиюнь (ноябрь 2005 — сентябрь 2008)
7. Чжэн Гопин (сентябрь 2008 — февраль 2010)
8. Чжоу Ли (май 2010 — август 2013)
9. Ле Юйчэн (август 2013 — декабрь 2014)
10. Чжан Ханьхуэй (декабрь 2014 — апрель 2018)
11. Чжан Сяо (август 2018 — декабрь 2024)
12. Хань Чуньлинь (декабрь 2024 — н. в.)

### Кувейт
Посольство с 2015 года.
1. Файсал Абдулазиз Абдулла АЛЬ-МУЛАФИ 2006—2007
2. Азиз Рахим АЛЬДИХАНИ 2007—2009
3. Тарик Абдулла АЛЬ-ФАРАЖ (лат. Tareq Abdullah ALFARAJ) 2015—н. в.

### Кыргызстан
1. Ишемкулов, Тилектеш Ишемкулович 1993—1995
2. Рыскулов, Акбар Рыскулович 1995—2001
3. Сааданбеков, Жумагул Сааданбекович 2001—2007
4. Рустенбеков, Жаныш Султанкулович 2007—2012
5. Омуралиев, Эсенгул Касымович 2012—2016
6. Кулубаев, Жээнбек Молдоканович 2018—н. в.

### Ливан
Посольство с 1994 года.
1. Асеф Насер 1994—1997
2. Посольство закрыто 1997-2007[19]
3. Вазкен Кавлакян (лат. Vazken Kavlakian) 2007—2018
4. Жискар аль-Хурри (лат. Giscard El-Khoury) 2018—н. в.

### Малайзия
1. Тан Сен Сун (март 2001—март 2004)
2. Тан Тай Хин (май 2004—июнь 2008)
3. Пила Чинг Хонг (февраль 2009—октябрь 2010)
4. Ахмад Расиди Хазизи (май 2011—декабрь 2013)
5. Хидаят Абдул Хамид (январь 2014—март 2017)
6. Саид Мохамад Бакри Саид Абд Рахман (апрель 2017—н. в.)[20]

### Монголия
Посольство с 1992 года.
1. Шаравын Гунгаадорж (1992—1996)
2. Равдан Хатанбаатар (1997—2001)
3. Дамдинжавын Дашням (2001-2005)
4. Харавч Аюурзана  (2006—2009)
5. Жагирын Сухээ (2009—2013)
6. Лувсан Баттулга (2013—2021)
7. Дорж Баярхүү (14 октября 2021—н. в.)

### ОАЭ
Посольства с октября 2005 года.
1. Ибрахим Хассан Саиф 2005—2014
2. Сухейль Матар Саид Хаза АЛЬКЕТБИ (лат. Suhail Matar Saeed Hatha Alketbi) 2013—2016
3. Мохаммад Ахмад Султан Эсса АЛЬДЖАБЕР (лат. Mohammad Ahmad Sultan Essa Aljaber) 27 декабря 2016—2019

### Оман
Посольство с 2006 года.
1. Ахмед Бен Нассен Хамад АЛЬ МАХРИЗИ (лат. Ahmed bin Nasser Hamad Al Mahrizi; араб. أحمد بن ناصر المحرزي‎) 2006—2008
2. Саид Бен Али АЛЬ АМРИ (лат. Said bin Ali Al Amri; араб. عبدالله بن خالد بن سليمان‎) 2008—2011
3. Саид Бен Мохаммед Али  АЛЬ БАРАМИ (лат. Said ben Mohammed Ali Al Barami; араб. سعيد بن محمد بن علي البرعمي‎) 2014—2019
4. Мохаммед Абдуллах Салех АЛЬ БАХРАНИ (лат. Mohammed Abdullah Saleh Al Bahrani; араб. محمد بن عبدالله صالح البحراني‎) 2020—н. в.

### Пакистан
Посольство с 1992 года.
1. Риаз Мухаммад Хан, (лат. Riaz Muhammad Khan) 1992—1995
2. Султан Хаят Хан, (лат. Sultan Hayat Khan) 1995—1999
3. Рашид Ахмед, (лат. Rasheed Ahmed) 1999—2000
4. Дуррей Шахвар Куреши, (лат. Durray Shahwar Kureshi) 2001—2005
5. Ирфанур Рехман Раджа, (лат. Irfan ur Rehman Raja) 2005—2010
6. АхтарТуфаил, (лат. Akhtar Tufail) 2010—2013
7. Шаукат Али Мукадам, (лат. Shaukat Ali Mukadam) 2013—2014
8. Абдул Салик Хан, (лат. Abdul Salik Khan) февраль 2015—июль 2018
9. Имтиаз Ахмад Кази, (лат. Imtiaz Ahmad Kazi) 2018—2020
10. Саджад Ахмед Сихар, (лат. Sajjad Ahmed Seehar) 2020—н. в.

### Палестина
Посольство с 1993 года.
1. Мухаммед аль-Таршихани (лат. Mohammed al-Tarshihani) 1993—2004
2. Мазин Шамия (лат. Mazin Shamiya) 2004—2006
3. Уалид Хасан (лат. Walid Hassan) 2006—2007
4. Муханнад аль-Хаммури (лат. Mand al-Hammeri) 2007—2008
5. Хусейн Абу әль-Ала (лат. Hussein Abul-Ala) 2008—2015
6. Абу Зейд Монтасер (лат. Abu Zeid Montaser) 2015—н. в.

### Таджикистан
Посольство с июня 1993 года.
1. Шарифов Саид Шарифович (лат. Sharifov Said Sharifovich) 1993—1996
2. Неъматов Саъдулло Эргашевич (лат. Nematov Sadullo Ergashevich) 1996—2000
3. Искандаров Акбаршо (лат. Iskandarov Akbarsho) Искандаров Акбаршо 2001—2007
4. Холназаров Бахром Махмадназарович (лат. Kholnazarov Bakhrom Makhmadnazarovich) 2007—2014
5. Ализода Назирмад (лат. Alizoda Nazirmad) 2014—2019
6. Ибодзода Хайрулло (лат. Ibodzoda Khairullo) 2019—н. в.

### Таиланд
Посольство с 2012 года.
1. Чарн Джулламон 2013—2016
2. Нат Пиньоваттаначип 2016—2018
3. Расс Джаличандра (лат. Russ Jalichandra) 2018—2020
4. Чатчаван Сакорнсин 2020—н. в.

### Туркменистан
1. Агаханов, Халназар (6 мая 1999—28 января 2000)
2. Абалаков, Мухаммед Ходжамухаммедович (28 января 2000—20 марта 2008)
3. Касымов, Курбанмухаммед Гаджарович (20 марта 2008—2009)
4. Акмурадов, Махтумкули Киясович (2010—2016)
5. Комеков, Тойли Бабаевич (24 марта 2018—20 января 2020)
6. Реджепов, Батыр Дурдымуратович (1 января 2021—н. в.)

### Турция
1. Аргун Озпай (1992—1994)
2. Мустафа Ашула (1994—1995)
3. Куртулус Ташкент (1995—1999)
4. Явор Альдемир (1999—2004)
5. Хакки Танер Себен (2004—2008)
6. Атилла Гюней (2008—2010)
7. Лале Юлкер (2010—2012)
8. Омер Бурхан Тюзель (2012—2015)
9. Невзат Уянык (2015—2019)
10. Уфук Экичи (2020—?)

### Узбекистан
Посольство с 1993 года.
1. Якубов, Насыр Норович 1993—2000
2. Бутаяров Турдикул Суванович (узб. Butayarov Turdikul Suvanovich) 17 апреля 2000—2008
3. Турсунов Фаррух Исламджанович (узб. Tursunov Farrukh Islamdzhanovich) (декабрь 2008—декабрь 2011)
4. Салахитдинов Алишер Алахитдинович (узб. Salakhitdinov Alisher Alakhitdinovich) (ноябрь 2012—декабрь 2015)
5. Назаров Икром Уктамович (узб. Nazarov Ikrom Uktamovich) (6 января 2016—10 февраля 2018)
6. Ниязходжаев Саидикрам Пархатович (узб. Niyazkhodzhaev Saidikram Parkhatovich) (12 марта 2018—?)

### Япония
1. Мацуи Кэй 1993—1996
2. Хидэката Мицухаси 1996—2000
3. Кэндзи Танака 2000—2002
4. Тосимицу Мори 2002
5. Тосио Кадосаки 2002—2005
6. Тэцуо Ито 2005—2008
7. Сигэо Нацуи 2008—2010
8. Юдзо Харада 2010—2013
9. Масаёси Камбара 2013—2016
10. Кавабата Итиро 2016—2018
11. Тацухико Касаи 2018—2019
12. Джун Ямада 2021—н. в.

## Африка

### Египет
Посольство с 1992 года.
1. Абдель Азиз Фидауи Мохамед Набил 2003—2004
2. Абдель Маугут Ахмед Махмуд 2004—2008
3. Абдулла Омар Эль-Арнуси (лат. Abdullah Omar El-Arnousy) 2008—2013
4. Набила Ибрахим Салама Фархана 2012—2015
5. Хайсам Салах Камел Ибрахим (лат. Haitham Salah Kamel Ibrahim) 2014—2018
6. Манал Сайед Ехия Эльшиннави (лат. Manal Elsayed Yehia Elshinnawi) 2019—н. в.

### Ливия
Посольство с 1992 года.
1. Аль-Жади Рамадан 2002—2003
2. Салем А.А. Саити (лат. Salem A.A.Saity) 2014—2019
3. Ахмед Али Салим Мефтах с 2018—?, глава миссии (?)

### Марокко
Посольство с 2016 года.
1. Абделжалил Саубри (лат. Abdeljalil Saubry) 2016—н. в.

### Сьерра-Леоне
1. Мохамед Йонгаво 14 ноября 2022 года—н. в.[4]

### ЮАР
Посольство с декабря 2003 года.
1. Кийтуметци Мэттьюc

## Америка

### Бразилия
Посольство с августа 2006 года.
1. Тереза Мария Мачадо Квинтелла (1999)
2. Хосе Вьегас Филью (2001)
3. Карлос Аугусто Рего Сантос Невес (2003)
4. Фредерико Саломао Дуке Эстрада Мейер (2006)
5. Фредерико Саломао Дуке Эстрада Мейер (2009)
6. Освальдо Биато Джуниор также аккредитован в Бишкеке (Кыргызстан) и Ашхабаде (Туркменистан) (2011)
7. Деметрио Буэно Карвалью также аккредитован в Бишкеке (Кыргызстан) и Ашхабаде (Туркменистан) (2013)
8. Марсия Доннер Абреу
9. Рубем Антонио Корреа Барбоза

### Канада
1. Белл, Майкл Ричард (1992)
2. Кинсмэн, Джереми К. Б. (август 1992)
3. Манн, Ричард (с 19 августа 1996)
4. Скиннер, Джеральд Р. (1999)
5. Коуэн, Гектор (16 июля 2001—17 октября 2001)
6. Биолик, Анна (2004)
7. Скок, Маргарет (14 июня 2006—18 октября 2006)
8. Миллар, Стивен  (15 июля 2009—19 ноября 2009)
9. Стиль, Шон (24 марта 2014—12 августа 2014)
10. Николя Бруссо (17 августа 2017—19 октября 2017)[21]

### Куба
Посольство с 1993 года.
1. Кордеро Карлос 2001—2003
2. Капоте Камаго Тересита де Хесус 2004—2008
3. Абелардо Эрнандес Феррер (исп. Abelardo Hernandez Ferrer) 2008—2013
4. Карлос Энрике Вальдес де ла Конспепсион (исп. Carlos Enrique Valdes de la Concepcion) 2013—2017
5. Эмилио Певида Пупо (исп. Emilio Pevida Pupo) 2018—2022
6. Оскар Сантана Леон 2022—н. в.

## Океания

### Австралия
1. Дуглас Таунсенд июнь 1995—ноябрь 1997[22]
2. Питер Теш ноябрь 1997—1999[23]

### Новая Зеландия
Посольство Новой Зеландии по совместительству в РК с резиденцией в РФ, (г. Москва).
1. Джеферри Кеньон Ворд 2000—2002
2. Стюард Уильям Прайор 2005—2007
3. Кристофер Джон Эльдэр 2007—2009
4. Хэмиш Купер 2013—2015
5. Иэн АлександрХилл (англ. Hill Ian Alexander) 2016—2019